# Ratania (medicinale)

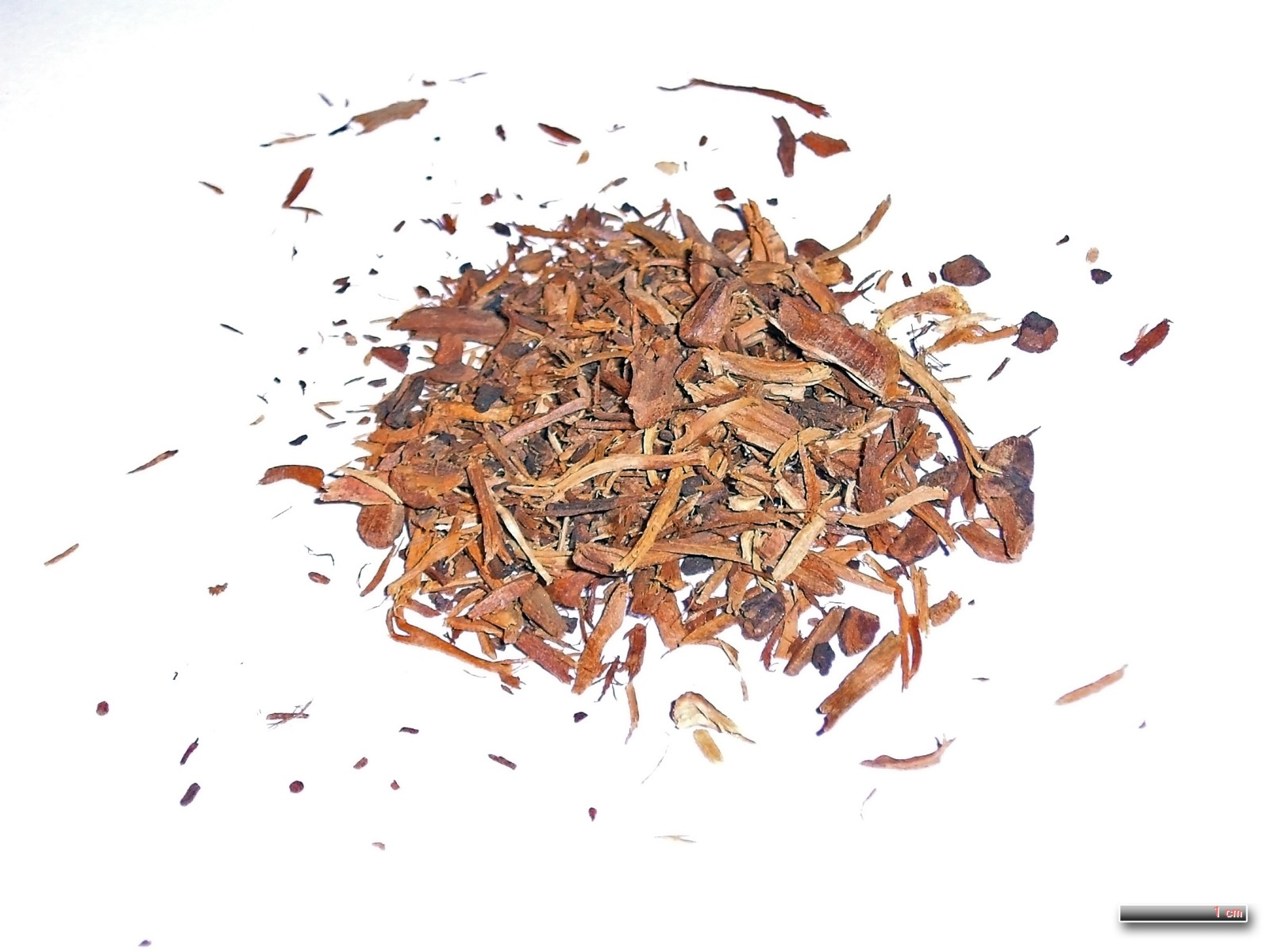
Radice essiccata di Krameria lappacea

La ratania è un rimedio erboristico che consiste nella radice essiccata di due specie di Krameria, Krameria lappacea e Krameria argentea.

## Proprietà farmacologiche
La ratania contiene tannini condensati catechinici e acidi tanninici. La radice di ratania ha proprietà astringenti dovute ai tannini. Si usa esternamente sotto forma di pomata nelle ragadi anali e mammarie.
Gli indios peruviani solevano usare, per la cura e l'igiene della bocca, la radice della ratania. È utile per mitigare le infiammazioni della bocca e della faringe e per rinforzare le gengive. Si consiglia di effettuare sciacqui con il filtrato del decotto.